# Chiesa di San Giorgio (Semestene)
La chiesa di San Giorgio è un luogo di culto situato a Semestene, centro abitato del Meilogu, in Sardegna. Consacrata al culto cattolico, è sede dell'omonima parrocchia e fa parte della diocesi di Alghero-Bosa.
L'edificio, adiacente alla sede del municipio, si affaccia sulla piazza Dante Alighieri e vi si accede attraverso un'ampia scalinata.
La chiesa, risalente come primo impianto al XII secolo, è stata oggetto di importanti opere di ristrutturazione tra il diciassettesimo secolo e i primi del diciottesimo.

La facciata è suddivisa in due ordini da una cornice aggettante al di sotto della quale si apre un portale architravato e timpanato, abbellito ai lati da due lesene e stipiti ornati da un fascio di tre colonnine. Spicca sulla sinistra l'alta torre campanara, gugliata, a canna quadrata e ripartita in sei ordini da cinque serie di cornici.
L'interno presenta un'aula mononavata, suddivisa in quattro campate voltate di cui tre a botte e l'ultima - quella ascrivibile al primo impianto - a crociera, sulla quale si aprono alcune cappelle laterali.